# Municipio de Mantorville
El municipio de Mantorville (en inglés: Mantorville Township) es un municipio ubicado en el condado de Dodge en el estado estadounidense de Minnesota. En el año 2010 tenía una población de 1926 habitantes y una densidad poblacional de 23,38 personas por km².

## Geografía
El municipio de Mantorville se encuentra ubicado en las coordenadas 44°3′54″N 92°43′45″O / 44.06500, -92.72917. Según la Oficina del Censo de los Estados Unidos, el municipio tiene una superficie total de 82.36 km², de la cual 82,26 km² corresponden a tierra firme y (0,12 %) 0,1 km² es agua.

## Demografía
Según el censo de 2010, había 1926 personas residiendo en el municipio de Mantorville. La densidad de población era de 23,38 hab./km². De los 1926 habitantes, el municipio de Mantorville estaba compuesto por el 98,34 % blancos, el 0,05 % eran amerindios, el 0,42 % eran asiáticos, el 0,1 % eran isleños del Pacífico, el 0,1 % eran de otras razas y el 0,99 % eran de una mezcla de razas. Del total de la población el 0,83 % eran hispanos o latinos de cualquier raza.